# Leptaulax roepstorfi
Leptaulax roepstorfi es una especie de coleóptero de la familia Passalidae.

## Distribución geográfica
Habita en Calcuta (India).